# جيوفاني جياكومازي
جيوفاني جياكومازي (بالإيطالية: Giovanni Giacomazzi)‏ (مواليد 18 يناير 1928) هو لاعب كرة قدم. يلعب مع منتخب إيطاليا لكرة القدم. سبق له أن لعب في كأس العالم لكرة القدم مع منتخب بلاده.

## روابط خارجية
- جيوفاني جياكومازي على موقع الاتحاد الدولي (مؤرشف)  (الإنجليزية)
- جيوفاني جياكومازي على موقع قاعدة بيانات كرة القدم.إي يو (الإنجليزية)
- جيوفاني جياكومازي على موقع ناشيونال فوتبول تيمز (الإنجليزية)
- جيوفاني جياكومازي على موقع Soccerway.com (الإنجليزية)
- جيوفاني جياكومازي على موقع عالم كرة القدم.نت (الإنجليزية)